# Литературный музей имени А. С. Пушкина в Бродзянах
Литературный музей имени А. С. Пушкина в Бродзянах — единственный за рубежами России и бывшего СССР мемориальный и историко-литературный музей имени Александра Сергеевича Пушкина. Открыт в 1979 году в отреставрированном старинном замке в местечке Бродзяны в Словакии (менее 1 тыс. жителей), связанном с пребыванием вдовы поэта Натальи Николаевны. Экспозиция музея прослеживает многовековую историю литературных и культурных связей Словакии и России. Основой экспозиции стали сохранившиеся и найденные в результате упорных поисков словацких и российских специалистов реликвии семейного архива, произведения искусства и предметы обстановки, принадлежавшие бывшим владельцам имения.

## Поместье и его владельцы

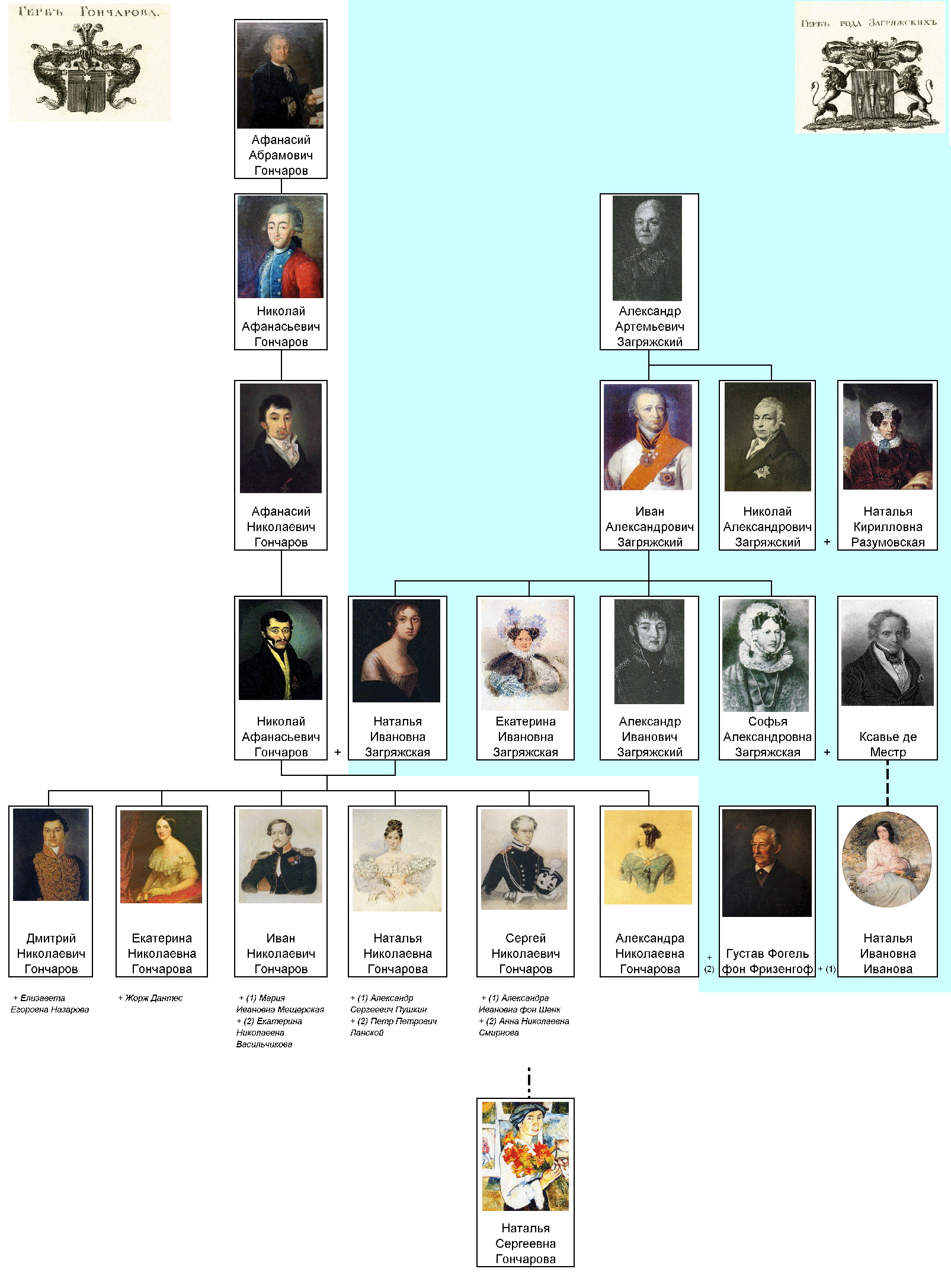
Родственная связь между Пушкиной-Гончаровой и Фризенгофами

Поместье Бродзяны, расположенное в лесистой долине реки Нитры, упомянутое впервые в 1293 году, принадлежало когда-то венгерским аристократам Бродьяни (Brogyanyi). Словакизированная форма их фамилии стала названием усадьбы. Каменное здание, существовавшее с XIV века, как загородный особняк, в XVII столетии было перестроено очередными владельцами — семьей Квашшаи (Kvaššay) — в замок ренессансного стиля. 
…Создавался замок на протяжении многих веков. Некоторые помещения нижнего этажа, по преданию, построены ещё в одиннадцатом столетии, главный корпус, вероятно, в семнадцатом, другая часть — в половине восемнадцатого, а библиотечный зал пристроен уже в девятнадцатом…

### Фризенгофы

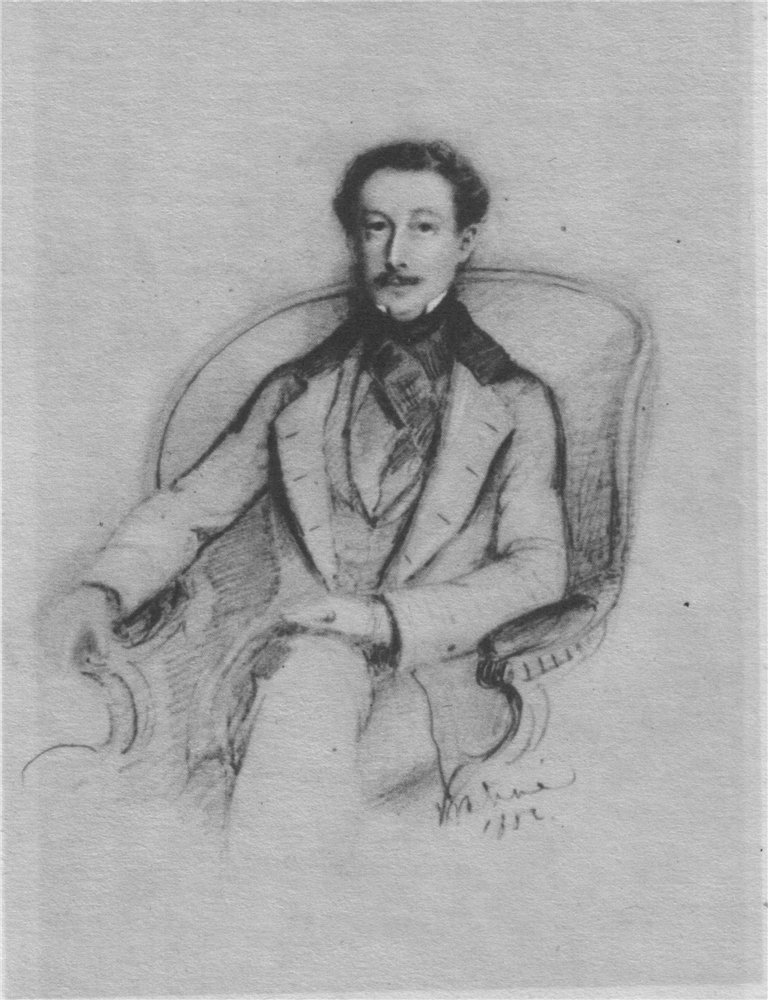
Густав Фогель фон Фризенгоф

В 1846 году усадьбу купил австрийский дипломат Густав Фогель фон Фризенгоф, который с 1839 года служил в посольстве в Петербурге. Семья Фризенгофов (Густав был женат на воспитаннице тётки сестёр Гончаровых, Софьи Ивановны де Местр, — Наталье Ивановне Ивановой) поддерживала дружеские отношения с Натальей Николаевной Пушкиной и её сестрой Александрой до отъезда в 1841 году в Вену.

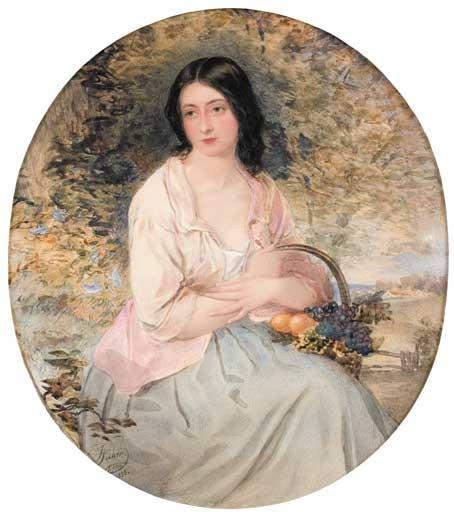
Наталья Ивановна Фризенгоф (?)

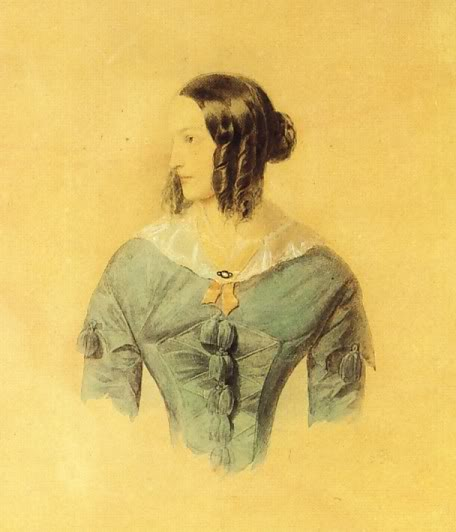
Александра Николаевна Гончарова

Осенью 1850 года Фризенгофы вернулись в Россию. Вскоре Наталья Ивановна простудилась и 12 октября 1850 года умерла. После смерти жены Фризенгоф продолжал дружеские отношения с Гончаровыми и в 1851 году сделал предложение Александре Николаевне. Свадьба состоялась в Петербурге 6 апреля 1852 года и осенью того же года Фризенгофы выехали в Австрию.
Александра Николаевна увезла с собой из России любимые книги, ноты, альбомы с портретами близких и другие реликвии и памятные вещи.
Зимние сезоны Фризенгофы проводили в Вене, где у барона был свой дом, летом — жили в Бродзянах. В замке бывала Наталья Николаевна Пушкина-Ланская с детьми, последний раз — в 1862 году. К своей сестре приезжали погостить и братья Дмитрий, Сергей и Иван Гончаровы. В 1860-х годах барон Фризенгоф стал действительным членом общества развития словацкой культуры — «Матицы словацкой» и принимал большое участие в его деятельности. Позднее Фризенгофы жили вместе со своей дочерью и зятем Элимаром Ольденбургским в замке Эрлаа под Веной.

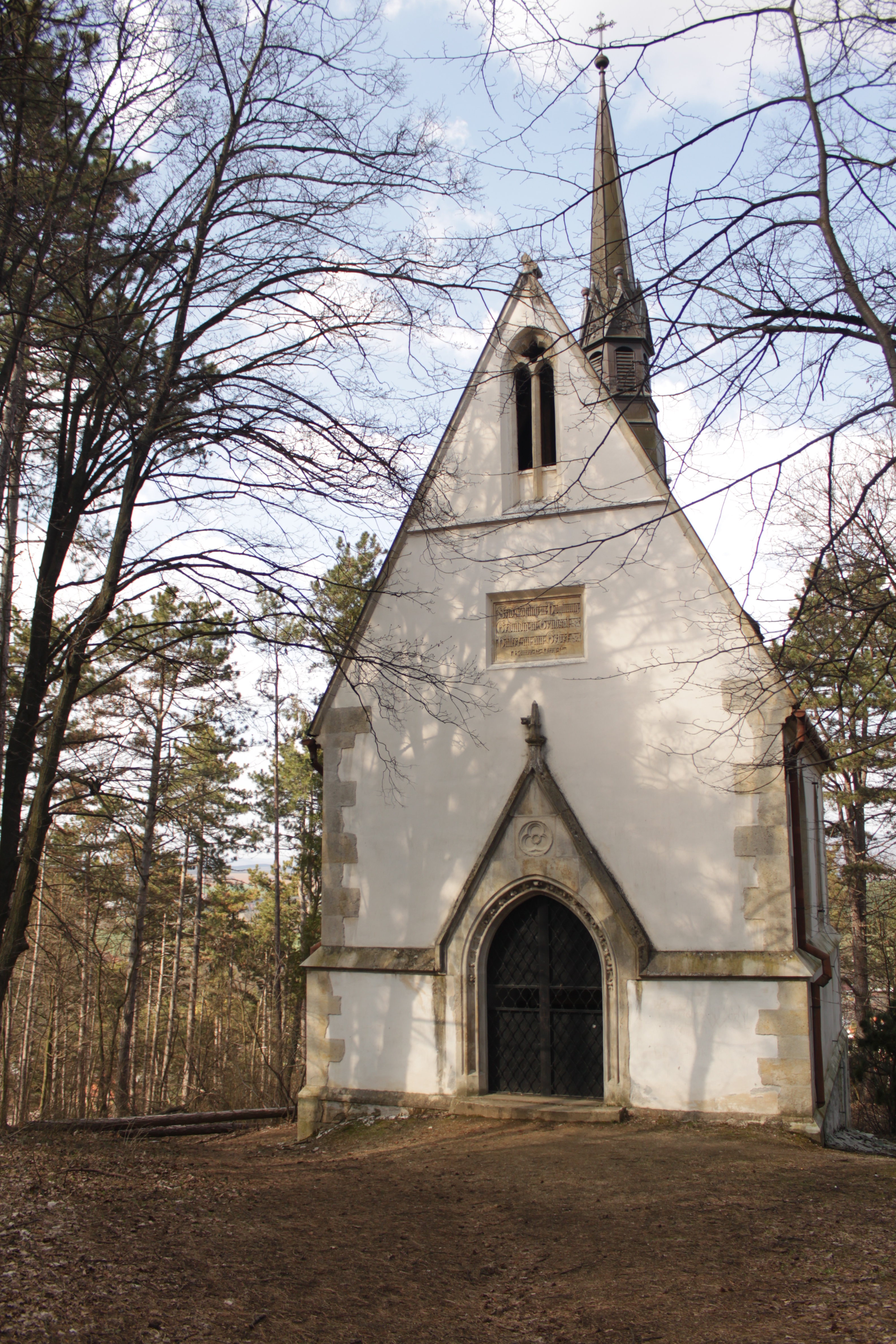
Часовня в Бродзянах

Густав Фризенгоф скончался 16 января 1889 года, а Александра Николаевна — 9 августа 1891 года. Оба похоронены в часовне в Бродзянах.
Здесь же похоронены их единственная дочь Наталья, в замужестве герцогиня Ольденбургская, её супруг Антон Готье Фридрих Элимар, герцог Ольденбургский.
После смерти отца, матери и мужа (в 1895 г.), Наталья Густавовна осталась единственной хранительницей всего культурного наследия семьи и, переехав из Эрлаа в Бродзяны, перевезла туда большую часть коллекций, добросовестно их сберегла, вплоть до своей смерти в январе 1937 года.

### Вельсбурги

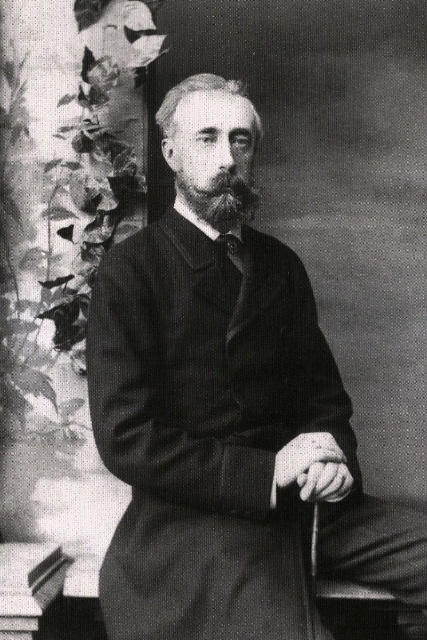
Герцог Элимар

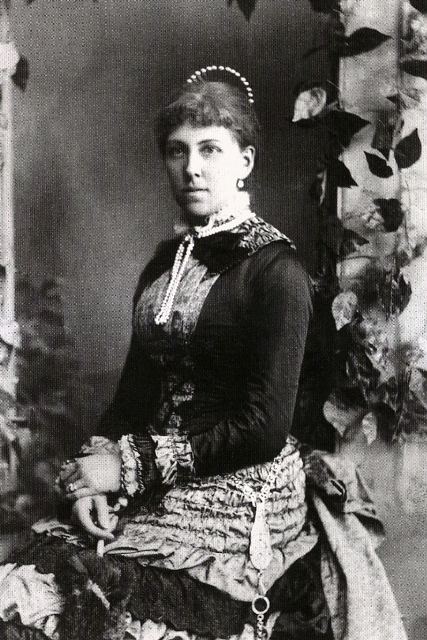
Наталья Густавовна

В 1938 году в Бродзянах побывал пушкинист Николай Раевский. О том, что в Чехословакии живёт дочь Александры Николаевны Раевский узнал ещё в 1933 году от одной из её внучатых племянниц Гончаровых. Пожилая дама, однако, не пожелала открыть ни имени герцогини, ни названия её замка. Лишь через несколько лет Раевский отыскал потомков Александры Николаевны Фризенгоф. Пушкинист-эмигрант обратился к Наталье Густавовне с официальным письмом от администрации Французского института, его интересовало, есть ли в архиве Бродзян какие-нибудь пушкинские бумаги. Ответ, а позднее и приглашение посетить замок Раевский получил уже от графа Георга фон Вельсбурга, внука Натальи Густавовны, умершей 9 января 1937 года. Отчёт об этой поездке Раевский впоследствии опубликовал в сборнике «Пушкин. Исследования и материалы». Владельцы замка показали ему множество мемориальных вещей: книги, полотна, старинные предметы, утварь, альбомы с акварельными портретами, выполненными графом Ксавье де Местром, пейзажи, написанные рукой прабабушки, баронессы Александры Фризенгоф, русские гравюры 1839—1844 годов и
 
...немало вещей, принадлежавших Александре Николаевне: её бюро работы русских крепостных мастеров, к сожалению, переделанное, несколько икон, столовое серебро, печати с гербами Гончаровых и Фризенгофов, под стеклянным колпаком маленькие настольные часы — очень скромный свадебный подарок императрицы Александры Федоровны фрейлине Гончаровой
В замке была прекрасная библиотека, насчитывавшая не менее 10 000 томов, в том числе — отдельный шкаф с русскими книгами. Среди множества портретов и рисунков — портреты Гончаровых, Пушкиных и Ланских, Фризенгофов и Ксавье де Местра, а также П. А. Вяземского, Ю. П. Строгановой и др.
По словам Раевского, хозяева замка открыли ему «настоящий клад», однако, по их собственному признанию, они не понимали значения реликвий, сохраняемых в Бродзянах. В первый же свой визит в Бродзяны Раевский не решился просить показать ему архив. На вопрос о письмах, которые могли бы сохраниться в замке (пушкинист надеялся найти переписку Александры Николаевны с младшей сестрой), граф отвечал «уклончиво: в архиве вообще нет писем на русском языке». Единственным документом на русском языке, с которым ознакомился Раевский, было согласие российских императора и императрицы на брак фрейлины Александры Гончаровой. Раевский намеревался посетить Бродзяны ещё раз, однако поездка, намеченная на весну 1939 года не состоялась из-за ввода в Чехословакию немецких войск.

### Вторая мировая война и послевоенное время
В годы Второй мировой войны, оккупации Чехии и Словакии и послевоенного переустройства огромная часть предметов из бродзянского замка исчезла. Фамильные ценности, отправленные хозяевами поместья в начале 1945 года в Вену, до станции назначения так и не дошли. Частично мебель и другие предметы, остававшиеся в замке, были раскуплены на послевоенных аукционах местными жителями. В конце войны в Бродзянах размещались румынские солдаты, которые использовали для растопки книги из библиотеки, многие документы были просто выброшены на улицу. Пропали альбомы с рисунками Ксавье де Местра, миниатюры и портреты. Раевский же в конце войны был арестован и депортирован в СССР.
Среди сохранившихся семейных реликвий — гербарий трав, собранный в августе 1841 года в Михайловском первой женой Густава Фризенгофа, Натальей Ивановной, детьми Пушкина, сёстрами Натальей Николаевной и Александрой Николаевной и обитателями соседнего имения — Тригорского. На каждом листе гербария указано, когда и кто нашёл цветок.
Ещё одна достоверная реликвия — сохранившиеся на дверном косяке в гостиной карандашные отметки роста Натальи Николаевны и её детей (Александра и Натальи).

## Создание музея
Идея создания музея возникла в середине 1960-х гг. Но долго пустовавший замок требовал капитального ремонта и реставрации. Кроме того, тогда не было известно местонахождение большинства представляющих культурно-историческую ценность материалов из наследия А. Н. Фризенгоф. Лишь в 1970-е гг. началось восстановление замка, для чего чехословацким правительством были выделены 5 миллионов крон. Разработкой планов экспозиции и её наполнением занималась Матица словацкая в городе Мартин — культурном центре Словакии. Деятельно участвовал в организации музея литературовед, славист и пушкинист Лев Сергеевич Кишкин, занимавшийся поисками пушкинских материалов в Чехии и Словакии.

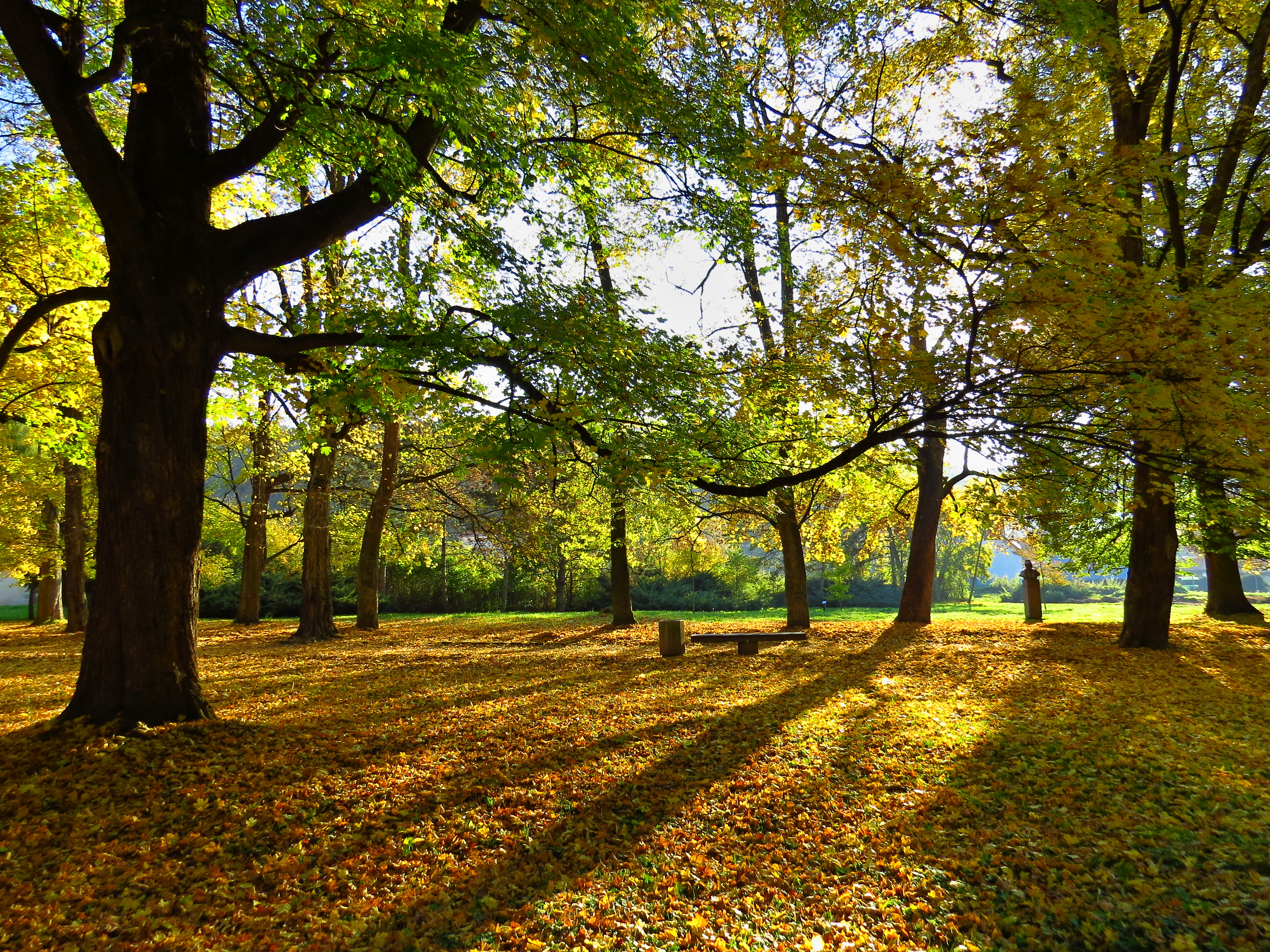
Парк в Бродзянах

Литературный музей имени А. С. Пушкина был открыт 15 ноября 1979 г. В прилегающем парке был установлен памятник А. С. Пушкину (скульптор Л. Снопек, архитектор М. Кусы)
.
Пушкинский раздел размещён на втором этаже. Помимо найденных подлинной мебели и личных вещей Александры Николаевны в нём можно увидеть её альбомы с изображениями членов семьи Пушкина, его родственников и знакомых, настенные портреты Александры Николаевны, Натальи Николаевны, Вяземского, Жуковского, Тургенева и др.
В одном из альбомов фотографии Натальи Николаевны и детей поэта — Марии, Александра, Григория и Натальи, сделанные около 1861 года.
В книжном шкафу вместо утраченных русских книг А. Н. Фризенгоф — около 200 дубликатов из оказавшегося в Чехословакии книжного собрания А. Ф. Смирдина.
В одной из мемориальных комнат можно увидеть старинное пианино с нотами Александры Николаевны, вывезенными ею из России и, возможно, находившимися ранее в квартире поэта на Мойке.
Отдельный зал посвящён жизни и творчеству поэта и восприятию его произведений в Словакии. В нём много книг, репродукций рукописей и рисунков Пушкина, иллюстраций к его произведениям, изображений пушкинских мест, портретов, известный бюст поэта работы И. П. Витали и т. д.
Михайловский гербарий, в собирании которого участвовали все четверо детей Пушкина и Наталья Николаевна, в открытой экспозиции сейчас не представлен — слишком хрупки и недолговечны цветы и травы. Гербарий помещён в особое хранилище и посетители музея могут видеть его листы-композиции в видеофильме, посвящённом истории поместья.
Экспозиция музея прослеживает многовековую историю литературных и культурных связей Словакии и России. Отдельные стенды посвящены Льву Николаевичу Толстому, причём здесь можно видеть рукописи и личные вещи его врача и единомышленника Душана Маковицкого, жившего в начале XX века в городе Жилина в 75 км от Бродзян.
История развития славянской литературы иллюстрируется материалами о её значительных фигурах, начиная с создателей славянской письменности братьев Кирилла и Мефодия, деятельность которых во второй половине IX века была связана с Великоморавским славянским княжеством.
К открытию музея была приурочена выставка экслибрисов «Александр Сергеевич Пушкин на книжных знаках», организованная при участии Кружка словацких экслибристов и библиофилов Братиславы.

## Обновление экспозиции
После десятилетия успешной деятельности
единственного музея имени Пушкина за пределами бывшего СССР и России был разработан проект новой экспозиции. Авторы проекта предложили создать индивидуально-неповторимые архитектурные композиции каждого зала и каждого литературно-исторического этапа, чтобы добиться «эффекта запоминаемости» развития словацко-русских литературных отношений. В результате каждое помещение приобрело определённую доминанту — архитектурный символ, характеризующий конкретный литературно-исторический этап.
Открытие новой экспозиции Славянского музея имени А. С. Пушкина состоялось 11 ноября 1989 г. В парке были установлены новые скульптурные портреты писателей (в том числе Л.Толстого. Ф.Достоевского, М.Горького, В.Маяковского), созданные лучшими скульпторами Словакии.

## Комментарии
1. ↑  По информации сайта www.slovakheritage.org право собственности на имение Бродзяны перешло к [[Фризенгоф, Густав Фогель фон|Густаву фон Фризенгофу]] от предыдущих владельцев - семьи Квашшаи - в 1844 году. Дата обращения: 19 июля 2012. Архивировано 7 октября 2012 года.
2. ↑  Наталья Густавовна вышла за герцога Ольденбургского, брак был морганатическим. Его не признавало герцогство Ольденбургское и добивалось от Австро-Венгрии, куда переехал герцог Элимар, лишения его жены права носить герцогский титул.
3. ↑  Часовня и прах покойных были потревожены вандалами в трагическом 1968 году.
4. ↑  Имя графа и графини фон Вельсбург, предложенное из Ольденбурга, для своих детей приняла Наталья Густавовна после смерти герцога Элимара.
5. ↑  Фризенгофы, уезжая в Европу, навестили Наталью Николаевну и её сестру в Михайловском